# IEOI
IEOI（いえおい、英: Ieoi）は、日本のホラーゲームクリエイター。『断罪室』『とらうまごっこ』などの作品で知られる。

## 来歴
過去シナリオライターとしてゲーム制作に参加。その後、IEOIとして1人でゲームを制作し始める。過去にはコメディ書きやシナリオ担当などをしていた。自作のゲームではシナリオ及びイラストレーションを担当している。
2021年10月25日に、ノベルゲームコレクションにて1作目となる『断罪室』を公開。これらのゲームは全てフリーゲームとなっている。
2022年9月中旬にレトルトやにじさんじ所属のライバー達によって実況されたことにより有名となる。それとほぼ同時期である2022年10月29日には2作目となる『とらうまごっこ』を公開した。
現在は『断罪室2』と『女探偵ユティとシリアルキラー達』を制作中。また、2023年3月15日 - 19日に舞台『断罪室』を公演予定。ここでは衣装監修、キーヴィジュアルのレタッチ、WEBサイト制作、グッズデザイン等様々なことを担当している。

## 主な作品

### ゲーム
- 断罪室（2021年） - メインプログラム・ゲームデザイン
- とらうまごっこ（2022年） - メインプログラム・ゲームデザイン

### 舞台
- 断罪室（2023年3月15日 - 19日、アルネ543） - 脚本